# برهانلو
برهانلو، روستایی با قدمت بالا که در نزدیکی بقعه امامزاده غریب حسن (ع) بوده‌است که در نسل‌کشی ارامنه از بین رفته‌است. و مکان فعلی این روستا در فاصله ۵ کیلومتری از شهر ارومیه قرار دارد. این روستا از توابع بخش مرکزی شهرستان ارومیه استان آذربایجان غربی ایران.

## جمعیت
این روستا در دهستان باراندوزچای شمالی قرار داشته و بر اساس سرشماری سال ۱۳۸۵ جمعیّت آن ۳۷۰ نفر (۱۰۴ خانوار)
بوده‌است. که این آمار در سال ۱۳۹۵ به ۲۰۰ خانوار و ۴۳۳ نفر رسیده‌است